# Мухоловка жовтонога
Мухоло́вка жовтонога (Muscicapa sethsmithi) — вид горобцеподібних птахів родини мухоловкових (Muscicapidae). Мешкає в Центральній Африці.

## Поширення і екологія
Жовтоногі мухоловки мешкають в Нігерії, Камеруні, Габоні, Екваторіальній Гвінеї (зокрема на острові Біоко), в Центральноафриканській Республіці, Республіці Конго, Демократичній Республіці Конго і Уганді. Вони живуть у вологих рівнинних тропічних лісах, на узліссях і галявинах та на плантаціях. Зустрічаються на висоті до 2100 м над рівнем моря.